# Пихт, Кристофер
Кристофер Пихт (эст. Kristofer Piht; 24 апреля 2001, Таллин) — эстонский футболист, нападающий.

## Биография
На детско-юношеском уровне занимался футболом в клубе «Кейла» из пригорода Таллина, а затем в таллинском «Нымме Юнайтед».
Летом 2017 года перешёл в «Пайде ЛМ». Дебютировал на взрослом уровне в 16-летнем возрасте, 29 июля 2017 года в матче высшей лиги Эстонии против «Нымме Калью». В своём первом сезоне сыграл 8 матчей за полгода. В 2018 году стал регулярно играть в стартовом составе клуба. 31 марта 2018 года забил свой первый гол в высшей лиге, в ворота «Нымме Калью». Летом 2018 года был на просмотре в датском клубе «Вейле». Летом 2020 года был отдан в годичную аренду в итальянский клуб «СПАЛ», но там играл только за молодёжную команду и в 15 играх молодёжного первенства не смог отличиться ни разу. После возвращения в «Пайде» летом 2021 года играл в основном за вторую команду в первой лиге и за полсезона забил 16 голов, войдя в десятку лучших бомбардиров турнира. В 2022 году снова стал регулярно играть за основу «Пайде». Со своим клубом дважды становился бронзовым призёром чемпионата страны, а в 2022 году завоевал Кубок Эстонии. В 2021 году провёл свои первые матчи в еврокубках, а в 2022 году забил свой первый гол в ворота тбилисского «Динамо», ставший решающим в двухматчевом противостоянии.
Был регулярным игроком юношеских сборных Эстонии, сыграв более 30 матчей. На молодёжном уровне провёл только 3 матча.

## Достижения
- Бронзовый призёр чемпионата Эстонии: 2021, 2022, 2024
- Обладатель Кубка Эстонии: 2021/22
- Обладатель Суперкубка Эстонии: 2023